# Wayne Bridge
Wayne Michael Bridge (Southampton, 1980. augusztus 5. –) angol labdarúgó, az angol Reading balhátvédje. Jól ismert kiváló bal lábáról, amivel remekül tud pontosan passzolni, beívelni.
A Southampton akadémiájáról kikerült játékos 1998-ban mutatkozhatott be a felnőtt csapatban, s itt lépett pályafutása alatt a legtöbbször pályára. További Premier League-es karrierje során több évet eltöltött a Chelsea csapatánál is, míg 2009-ben jelenlegi klubjához, a Manchester City-hez igazolt.
2002 és 2009 között harminchatszor léphetett pályára Anglia nemzeti csapatában egy gólt szerezve.

## Pályafutása

### Southampton
A támadó szellemű szélső hátvéd szülővárosában, Southampton FC együttesénél kezdett el futballozni 1996-ban. A tartalékcsapatban 1997. augusztus 13-án a Portsmouth ellen mutatkozott be középcsatárként. A szamárlétrát végigjárva 17 évesen már a profikkal edzett, de csak egy évvel később, 1998. augusztus 16-án, az 1998–99-es szezon nyitómérkőzésén debütált az élvonalban, John Beresford cseréjeként lépve pályára. Először augusztus 22-én, egy mérkőzéssel később volt kezdő a Charlton Athletic ellen.
Az 1999-2000-es idény utolsó fordulójában óriási szabadrúgás gólt lőtt, így kiejtve a Wimbledont. Ekkor bekerült az angol utánpótlás-válogatottba, ahol összesen nyolcszor szerepelt. Egy évvel később a csapatában az év játékosának is megválasztották, míg 2002 májusában beszavazták az idény Premiership csapatába. Közben óriási sorozatot produkált: 2000 márciusa és 2003 januárja között 113 bajnoki meccset játszott le sorozatban, ami azóta is rekord a Southamptonnál. Majd 2003-ban bejutott az FA Kupa döntőjébe, amit az Arsenal nyert meg.

### Chelsea
Stabil védőmunkája és bátor felfutásai miatt csapott le rá az újjáalakuló Chelsea 2003 nyarán: a Kékek 7 millió fontot és Graeme Le Saux-t adták érte cserébe. Bridge hatalmas előrelépésként fogadta a klubcserét. A nigériai Celestine Babayaro-t kiszorítva gyorsan beilleszkedett a Chelsea-be, és kihagyhatatlan játékos lett Claudio Ranieri kezdő tizenegyéből. 2003. augusztus 13-án mutatkozott be a csapatban a Zilina ellen. Balhátvéd létére háromszor is betalált az ellenfél hálójába. Ezek közül legfontosabb az Arsenal elleni gól volt. Sokáig emlékezetes marad a Chelsea-drukkereknek, ahogy a Bajnokok Ligája-negyeddöntő visszavágójának 88. percében Bridge megindult a balszélen, majd a Gudjohnsen-től visszakapott labdát a kapuba bombázta, lezárva ezzel a Chelsea 18 találkozóból álló nyeretlenségi szériáját az Ágyúsokkal szemben. A gólt később a szezon legszebb góljának választották a klubnál.
José Mourinho, miután átvette a csapatot, sokat variált a védőalakzaton. Abban helyet kapott Bridge is – egészen sérüléséig. 2005 februárjában a Newcastle elleni FA-kupa derbin kettős bokatörést szenvedett, egy Alan Shearer-rel való találkozást követően. Több mint fél évet hagyott ki. Mire felépült, az időközben felépült spanyol Asie Del Horno, vagy a szélre száműzését őszintén utáló William Gallas játszott a posztján. A Charlton elleni Ligakupa-mérkőzésen tért vissza 2005 októberében, és ezt követően -részben Ashley Cole lábtörése miatt- a válogatott keretében is visszaszerezte helyét. A kékeknél azonban nem tudta visszaverekedni magát a kezdőbe. Mourinho egyetlen bajnokin sem küldte pályára, a klub januárban kölcsönadta a szintébn londoni Fulham-nek. A Craven Cottage közönsége befogadta Wayne-t, akivel a gárda bent maradt az elsőosztályban, de megint kidőlt. Miután Del Horno teljesítménye visszaesett a tavaszra, a vezetők és szurkolók visszavárták Bridge-t, aki kint volt a válogatottal, de megint csak a kispadról figyelte Ashley Cole-t.
Visszatérése után ismét formába lendült, megint a régi Wayne Bridge-t láthatta a Kékek szurkoló tábora. Ellentmondást nem tűrő védőmunkája ellenére még sohasem kapott piros lapot. Pechére Mourinho és Peter Kenyonnak sikerült az átigazolási időszak utolsó napján megszerezni Ashley Colet, aki vetélytársat jelentett Bridge-nek. Habár a 2006-2007-es szezonban is voltak sérülései, gólt szerzett a Wycombe ellen egy Ligakupa meccsen. Igaz, véresen hagyta el a pályát; ütközött a kapussal.
2008. július 15-én újabb négy évre szóló szerződést írt alá a klubnál.

### Manchester City
2009. január 2-án Mark Hughes bejelentette, hogy a Manchester City megegyezett a Chelsea-vel Bridge átigazolásáról. Bridge távozásának oka a kevés játéklehetőség volt; a vezetőedző Ashley Cole-t részesítette előnyben a posztján, így Bridge nem tudott bekerülni a kezdőcsapatba sem. A következő napon a játékossal is egyeztettek, aki később átesett a szükséges orvosi vizsgálatokon, így véglegessé vált az átigazolása. Bridge a Nottingham Forest elleni FA-kupa mérkőzésen mutatkozott be a hazai szurkolóknak. A csapatban a 25-ös számú mezt kapta.
Már játszott a Bajnokságban is a Newcastle, a Stoke city és a Middlesbrough ellen.A Stoke city ellen ő volt a legjobb játékos a Manchester Cityben ő lőtt (védő léttére)a legtöbbet kapura csapata így is kikapott 1-0-ra.

### Válogatott
A Southam játékosaként edzői, Dave Jones, Glenn Hoddle és Stuart Gray nemzetközi karriert jósoltak Bridge-nek. Hamarosan alapemberré vált az angol U21-es válogatottban, és az edzők jóslata is beválni látszott, mikor Sven-Göran Eriksson, az angol válogatott szövetségi kapitánya 2002. február 13-án játéklehetőséget adott neki Hollandia ellen. Tehetségét a válogatottban is bizonyította, a 2002-es világbajnokságon kétszer lépett pályára csereként. A 2004-es Európa-bajnokságon azonban nem játszott, mivel Ashley Cole-t részesítették előnyben a posztján.
A 2006-os világbajnokság selejtezői alatt a középpálya bal szélén játszott, de elvesztette a helyét Chelsea-s csapattársával, Joe Cole-al szemben, mikor Bridge megsérült. 2005 novemberében tért csak vissza a válogatottba egy Argentína elleni barátságos mérkőzésre.
Játszott a 2008-as Európa-bajnokság selejtezőjében Észtország ellen 2007. június 6-án, amit Anglia 3–0-ra nyert meg. Bridge gólpasszt adott Joe Cole-nak.

#### Góljai a válogatottban
| # | Dátum           | Helyszín           | Ellenfél | Gól | Eredmény | Kiírás              |
| - | --------------- | ------------------ | -------- | --- | -------- | ------------------- |
| 1 | 2004. június 5. | Manchester, Anglia | Izland   | 5–1 | 6–1      | Barátságos mérkőzés |

## Sikerei, díjai
Southampton
- FA-kupa döntős (2003)

Chelsea
- Angol bajnok (2005, 2006)
- Angol labdarúgó-ligakupa győztes (2005, 2007)
- Angol Szuperkupa győztes (2005)
- FA-kupa győztes (2007)

## Statisztika
2009. január 3. szerint
| Csapat          | Szezon   | Bajnokság | Bajnokság | Kupa    | Kupa  | UEFA    | UEFA  | Összesen | Összesen |
| Csapat          | Szezon   | Meccsek   | Gólok     | Meccsek | Gólok | Meccsek | Gólok | Meccsek  | Gólok    |
| --------------- | -------- | --------- | --------- | ------- | ----- | ------- | ----- | -------- | -------- |
| Southampton     | 1998-99  | 23        | 0         | 1       | 0     | -       | -     | 24       | 0        |
| Southampton     | 1999-00  | 18        | 1         | 4       | 0     | -       | -     | 22       | 1        |
| Southampton     | 2000-01  | 38        | 0         | 7       | 0     | -       | -     | 45       | 0        |
| Southampton     | 2001-02  | 38        | 0         | 4       | 0     | -       | -     | 42       | 0        |
| Southampton     | 2002-03  | 34        | 1         | 6       | 0     | -       | -     | 40       | 1        |
| Southampton     | Össz.    | 151       | 2         | 22      | 0     | -       | -     | 173      | 2        |
| Chelsea         | 2003-04  | 33        | 1         | 2       | 0     | 13      | 2     | 48       | 3        |
| Chelsea         | 2004-05  | 15        | 0         | 6       | 0     | 4       | 0     | 25       | 0        |
| Chelsea         | 2005-06  | 0         | 0         | 2       | 0     | 0       | 0     | 2        | 0        |
| Chelsea         | 2006-07  | 22        | 0         | 8       | 1     | 3       | 0     | 33       | 1        |
| Chelsea         | 2007-08  | 11        | 0         | 8       | 0     | 3       | 0     | 22       | 0        |
| Chelsea         | 2008-09  | 6         | 0         | 2       | 0     | 4       | 0     | 12       | 0        |
| Chelsea         | Össz.    | 87        | 1         | 28      | 1     | 27      | 2     | 142      | 4        |
| Manchester City | 2008-09  | 0         | 0         | 0       | 0     | 0       | 0     | 0        | 0        |
| Manchester City | Össz.    | 0         | 0         | 0       | 0     | 0       | 0     | 0        | 0        |
| Összesen        | Összesen | 238       | 3         | 50      | 1     | 27      | 2     | 315      | 6        |

## Magánélete

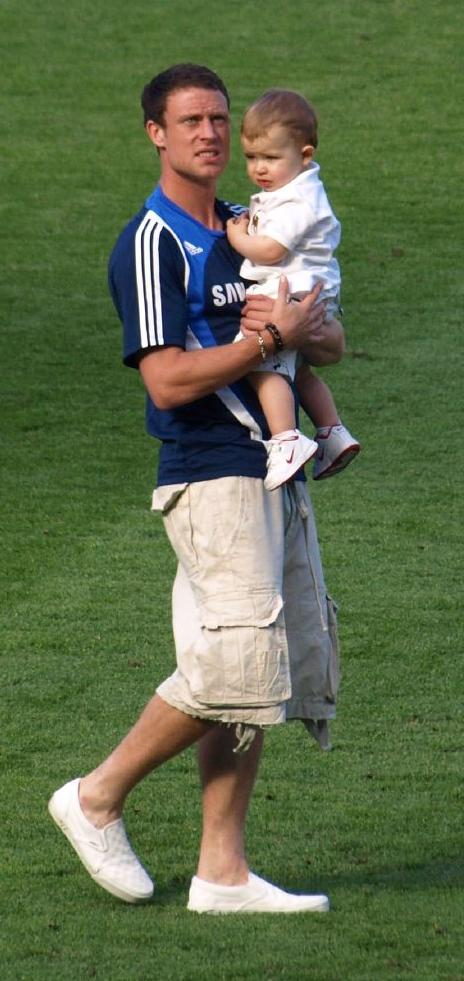
Bridge a kisfiával

Barátnője Vanessa Perroncel francia modell és színésznő. Közös kisfiuk Jaydon Jean Claude Bridge 2006 novemberében született. Fia születését újabb négy évre szóló szerződés aláírásával ünnepelte 2006. november 22-én. Bridge kedvenc könyve a "Horrid Henry and the Football Fiend" (magyarul: "Rosszcsont Peti és a foci") Francesca Simon-tól , kedvenc együttese pedig a Das EFX.